# Häuserbach (Arnsbach)
Der Häuserbach ist ein etwa 3,5 km langer rechter und südwestlicher Zufluss des Arnsbaches im Taunus.

## Geographie

### Verlauf
Der Häuserbach entspringt auf einer Höhe von etwa 408 m ü. NHN im Mühlwald, nordwestlich von Neu-Anspach-Rod am Berg und nordöstlich vom Nessel-Berg im Hintertaunus.
Er fließt zunächst in südöstlicher Richtung. Nach dem Verlassen des Waldes wechselt er schroff die Richtung nach Nordosten. Er fließt nun durch Felder und Wiesen und erreicht nach der Unterquerung des Reuterweges den  Neu-Anspacher Ortsteil Hausen-Arnsbach. Er durchquert, zum Teil unterirdisch verrohrt die Ortschaft. Nach dem Verlassen der Ortschaft unterquert er die Bahnstrecke Friedrichsdorf–Albshausen und kurz danach die Heisterbachstraße.
Dort wird er auf seiner rechten Seite von dem von Südwesten kommenden Eisenbach gespeist, um etwas später westlich von Neu-Anspach-Westerfeld auf einer Höhe von ungefähr 288 m ü. NHN seinerseits in den Arnsbach zu münden.
Sein etwa 3,5 km langer Lauf endet 120 Höhenmeter unterhalb seiner Quelle, er hat somit ein mittleres Sohlgefälle von 34 ‰.

### Einzugsgebiet
Das Einzugsgebiet des Häuserbachs liegt im Östlichen Hintertaunus und wird über den Arnsbach, die Usa, die Wetter, die Nidda, den Main und den Rhein zur Nordsee entwässert.
Es grenzt
- im Osten an das der Usa
- im Südosten an das des Usazuflusses Ansbach
- im Süden wieder direkt an das der Usa
- im Südwesten an das der Weil, einem Zufluss der Lahn
- und im Norden an das des Arnsbachs.

Die höchster Erhebung ist der 485 m hohe Nesselberg im Westen des Einzugsgebiets.

### Zuflüsse
- Eisenbach (rechts), 1,4 km

### Flusssystem Usa
- Fließgewässer im Flusssystem Usa